# Goldeneye 007 (datorspel 2010)
| Mottagande      | Mottagande                      |
| Recensionsbetyg | Recensionsbetyg                 |
| Publikation     | Betyg                           |
| --------------- | ------------------------------- |
| 1UP.com         | B+ (Wii)                        |
| Game Informer   | 6.5/10 (Wii) 7/10 (PS3)         |
| IGN             | 9/10 (Wii) 8.5/10 (PS3)         |
| Gamereactor     | 6/10 (Wii) 8/10 (PS3, Xbox 360) |
| FZ              | 3/5 (Wii)                       |

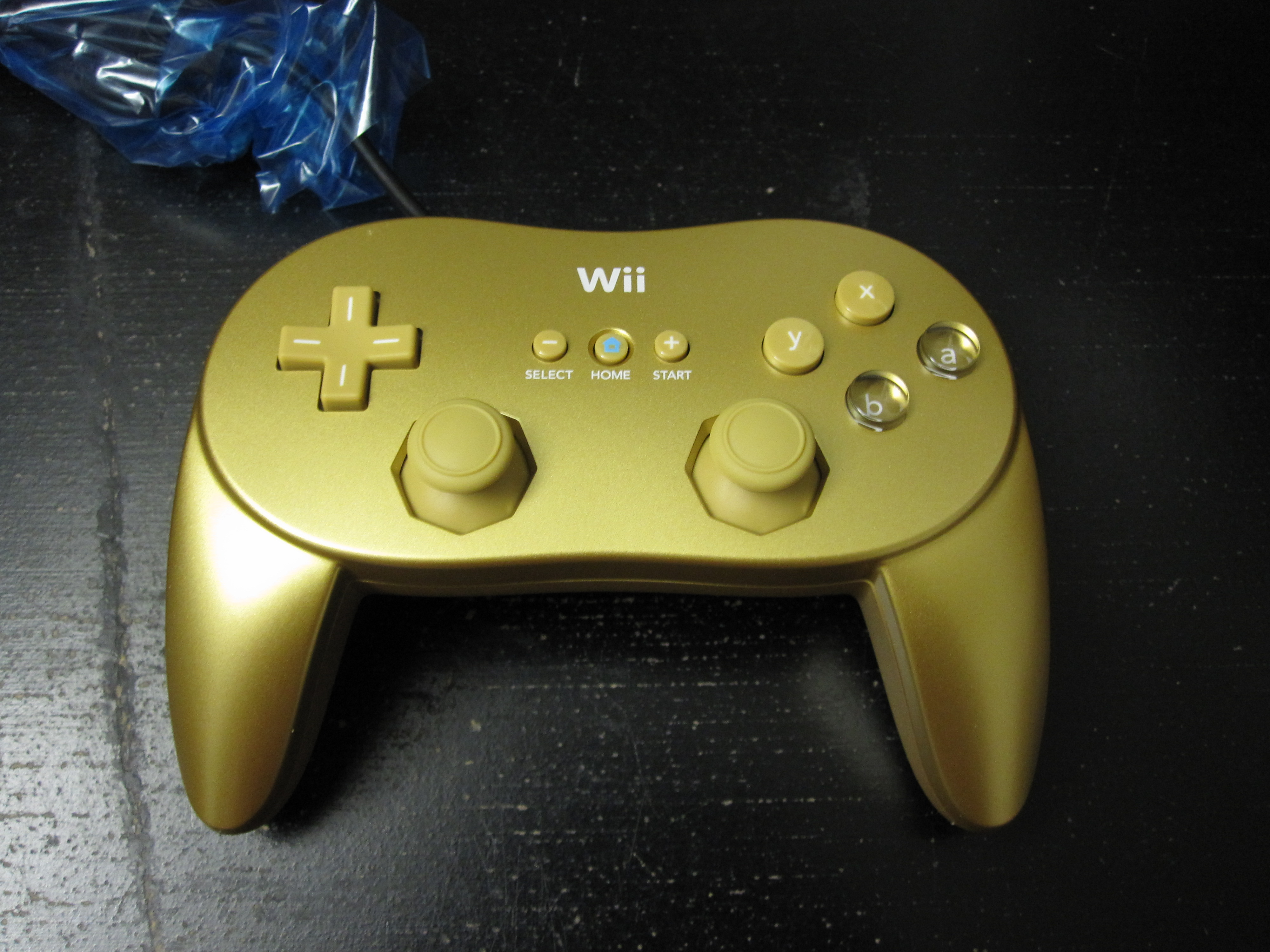
En guldfärgad Classic Controler Pro som såldes i en begränsad upplaga med spelet.

Goldeneye 007, Goldeneye DS eller Goldeneye Wii är ett  first person shooter-spel utvecklad av Eurocom och utges av Activision till Nintendos spelkonsol Wii. Det är en nyversion av det hyllade TV-spelet från 1997, som då utvecklades av Rare till Nintendo 64. Båda spelen är baserade på James Bond-filmen Goldeneye från 1995. En version till Nintendo DS är utvecklad av n-Space.
 Spelet tillkännagavs officiellt av Nintendo på E3 2010 under deras presskonferens. Spelet släpptes i två upplagor med ena med en guldfärgad Classic Controller Pro i en begränsad upplaga med spelet och det andra med enbart spelet.
Spelet släpptes senare till Xbox 360 och Playstation 3 med titeln Goldeneye 007: Reloaded.
Activision meddelade 14 september 2011 att versionen till Playstation 3 släpptes med stöd av tillbehöret Playstation Move.

## Spelupplägg
Även Pierce Brosnan som spelade Bond i filmen och var med i 1997 års TV-spel ersätts av den nuvarande skådespelaren Daniel Craig, som också gör rösten. Judi Dench som spelar M medverkar också. Rory Kinnear spelar rollen som Bill Tanner, M:s stabschef. David Arnold gör spelets musik. Nicole Scherzinger sjunger spelets signatur som är en coverversion av den ursprungliga sången. Rösten till Alec Trevelyan görs av Elliot Cowan.
Spelet omfattar 25 olika vapen, alla av dem nära baserade på deras riktiga namn till skillnad på Rares adaptation. I debuttrailern, är följande vapen med enkla namn: AK-47, Walther P99, FN P90, Walther WA 2000, Heckler & Koch G36C, Dragunov och FN SCAR. En skillnad mellan spelen är att 2010 år TV-spel utspelas i modernare tid och handlingen är något förändrad. Spelet utspelas i Ryssland, Spanien, Dubai och Nigeria.

### Multiplayer
I multiplayerläget inkluderar 8 klassiska Bondfigurerna, bland dem är Hajen, Scaramanga, Oddjob, Dr. No och 006. Man kan spela online med upp till 8 spelare eller spela offline på samma skärm med upp till 4 spelare.

### Kontroller
Spelet är en av få Wii-spel som stöder olika spelkontroller. Spelet kan spelas med Wii Remote med Nunchuk, Classic Controller, Nintendo Gamecubes spelkontroll eller Wii Zapper.

## Rollbesättning
| Figur                                     | Röst            |
| ----------------------------------------- | --------------- |
| James Bond                                | Daniel Craig    |
| Alec Trevelyan                            | Elliot Cowan    |
| Natalya Simonova                          | Kirsty Mitchell |
| Xenia Onatopp                             | Kate Magowan    |
| M                                         | Judi Dench      |
| Bill Tanner                               | Rory Kinnear    |
| Gen. Arkady Grigorovich Ourumov           | Laurence Possa  |
| Valentin Dmitrovich Zukovsky              | Alec Newman     |
| Rysslands försvarsminister Dmitri Mishkin | Ed Stoppard     |